# 10-й окремий мотопіхотний батальйон (Україна)
10-й окремий мотопіхотний батальйон (10 ОМПБ, в/ч А2960, пп В2254) — військове формування механізованих військ Збройних сил України. Був створений у квітні 2014 року як 10-й батальйон територіальної оборони «Полісся», з мешканців Житомира та області.

## Історія

### Створення
У березні-квітні 2014 року за рішенням Ради національної безпеки і оборони України почалося створення батальйонів територіальної оборони.
21 квітня 2014 р., розпочалося формування батальйону, яке проходило на базі військової частини А0409 у місті Новоград-Волинський і було завершено 12 липня 2014 р..
Станом на початок травня 2014 р. серед військовослужбовців батальйону були добровольці, однак більшість особового складу батальйону становили військовозобов'язані, призвані в ході мобілізації.
Формування батальйону проходило з використанням бюджетних коштів Житомирській області:
- 21 травня 2014 р. Житомирська обласна рада прийняла «Програму матеріально-технічного забезпечення територіальної оборони області», на фінансування якої виділила 2 млн гривень з обласного бюджету та 2,7 млн гривень з інших джерел[5][6]. При цьому тільки з коштів обласного бюджету на фінансування батальйону направлено 700 тис. гривень[2].
- 17 червня 2014 р. було прийнято рішення про мобілізацію автотранспорту (вантажних автомашин, пасажирських автобусів та будівельної техніки) з народного господарства для забезпечення потреб батальйону в автомобільному транспорті[7].
- 26 червня 2014 р. Житомирська обласна рада виділила додаткові кошти в розмірі 2,5 млн гривень на придбання бронежилетів і шоломів для батальйону[8][9] (на вказані кошти були куплені 240 бронежилетів), а 1 жовтня 2014 обладміністрація передала батальйону ще 63 бронежилета і два тепловізори[10].

Крім того, в батальйон надходила допомога з позабюджетних джерел (у тому числі спонсорська допомога від приватних осіб, які допомогли у забезпеченні батальйону спорядженням та продуктами харчування).
Штатна чисельність батальйону становить 423 військовослужбовці (40 офіцерів, 71 сержант і 312 солдатів), у складі батальйону є дві роти охорони та одна стрілецька рота.

### Початок служби
Наприкінці травня 2014 батальйон був направлений для несення служби на блок-постах, встановлених на автомобільних дорогах області.
У червні 2014 батальйон продовжував нести службу на блок-постах, забезпечував охорону ряду стратегічних об'єктів на території Житомирської області та спільно з співробітниками міліції брав участь у забезпеченні громадського порядку.
14 липня 2014 батальйон (чисельністю понад 400 військовослужбовців, серед яких було кілька жінок) був відправлений на схід.
На початку вересня 2014 прес-служба обладміністрації Житомирської області повідомила, що 10-й батальйон територіальної оборони забезпечує охорону державного кордону України на території Херсонської області.
У середині вересня 2014 особовий склад батальйону, раніше розміщений в наметовому таборі, був переведений на постійне місце дислокації — в будівлі пансіонату в районі села Стрілкове Херсонської області, недалеко від Арабатської стрілки.
9 жовтня 2014 прес-служба Житомирської обладміністрації повідомила, що батальйон почав підготовку до несення служби в зимових умовах на колишньому місці служби.
17 січня 2015 у Волноваському районі Донецької області загинув заступник командира батальйону підполковник Карпенко Василь Васильович.

## Втрати

### 2015
1. 9 лютого 2015 - Сергій Ковтун. Загинув в результаті обстрілу позицій українських військ у Гранітному (Донецька область)[23].
2. 9 лютого 2015 - Юрій Панасюк. Загинув в результаті обстрілу позицій українських військ у Гранітному (Донецька область)[23].
3. 9 лютого 2015 - Сергій Фролов. Загинув в результаті обстрілу позицій українських військ у Гранітному (Донецька область)[23].
4. 15 листопада 2015  - Валерій Чмихаленко. Підірвався на радіокерованому фугасі в районі опорного пункту, розташованого на північ від міста Золоте Попаснянського району Луганської області.
5. 15 листопада 2015 - Сергій Гадіуллін. Підірвався на радіокерованому фугасі в районі опорного пункту, розташованого на північ від міста Золоте Попаснянського району Луганської області.
6. 15 листопада 2015 - Андрій Скирта, командир відділення. Підірвався на радіокерованому фугасі в районі опорного пункту, розташованого на північ від міста Золоте Попаснянського району Луганської області.

### 2016
1. 26 березня 2016 -  Ковалишин Петро Васильович, молодший сержант. Помер поблизу міста Золоте Попаснянського району[24].

### 2017
1. 7 квітня 2017  - Без'язичний Юрій Васильович, підполковник. Помер від поранень [25].
2. 6 вересня 2017 - Недеря Віктор Григорович, молодший сержант. Помер в районі села Павлопіль (Волноваський район)[26].
3. 17 жовтня 2017 -  Руденко Микола Вікторович, старший солдат. Загинув внаслідок підриву на фугасі неподалік села Павлопіль.
4. 20 листопада 2017 - Смурага Олександр Петрович, старший солдат . Загинув внаслідок обстрілу позицій в районі села Павлопіль (Волноваський район).

### 2018
1. 7 вересня 2018  - Віняр Василь Анатолійович, старший солдат. Помер в місці несення служби поблизу міста Щастя[27].

### 2022
1. 24 лютого 2022 - Українець Владислав Петрович
2. 19 серпня 2022 - Безпалько Юрій Васильович, солдат, старший стрілець 3 мотопіхотного відділення 1 мотопіхотного взводу 1 мотопіхотної роти. Загинув біля населеного пункту Любомирівка Миколаївського району Миколаївської області[28].

### 2024
1. 24 листопада 2024 - Олександр Горбатюк, 20.12.1978, с. Масівці Хмельницького району. Служив у 10 окремому мотопіхотному батальйоні, солдат. Загинув біля села Жовте Покровського району Донецької області[29].

## Техніка, озброєння та спорядження
Особовий склад батальйону озброєний стрілецькою зброєю.
Крім того, у розпорядженні батальйону є автомобільний транспорт.
Станом на 21 червня 2014 року батальйон був забезпечений недостатнім спорядженням: хоча бійці отримали сталеві каски зразка 1943 року, бронежилетів і засобів зв'язку практично не було (на весь батальйон було отримано тільки два кевларових шолома виробництва ФРН і шість бронежилетів). Ця обставина викликала занепокоєння у військовослужбовців батальйону. Пізніше, 14-18 липня батальйон отримав ще 114 бронежилетів (з них 96 шт. закупили і передали в батальйон жителі Попільнянського району Житомирської області, а 18 шт. передали громадські організації Житомирській області). 11 вересня 2014 року Житомирська облдержадміністрація передала батальйону ще 25 шт. бронежилетів «Корсар-М3-1-4» українського виробництва.

## Командування
- (2014—2015) Осипчук Василь Миколайович
- (2015—2017) Тітенко Дмитро Анатолійович
- (2017) Сидорин Віктор Олексійович